# Tatooine (exoplaneta)
Tatooine (también conocido como HD 188753 Ab) es un planeta extrasolar, algo más grande que Júpiter, orbitando en el sistema triple HD 188753 descubierto por el doctor Maciej Konacki. Su descubrimiento ha sido de gran valor al poner en tela de juicio las teorías existentes hasta el momento sobre la formación de los sistemas estelares y los planetas.
Tatooine también constituye una excepción por su nombre, al ser uno de los pocos en recibir una denominación diferente a la del sistema en el que gira.

## Descubrimiento
En 2003 el científico polaco Maciej Konacki empleó el telescopio Keck I en Hawái para buscar indicios de la existencia de planetas en el espectro de sistemas múltiples, existencia que inicialmente se consideraba imposible. Posteriormente, las investigaciones continuaron en el telescopio TNG de Canarias, donde se detectó el primer candidato dentro del sistema triple HD 188753, siendo publicados los datos en el año 2005 en la revista Nature. Los datos indicaron que el candidato era una gigante gaseoso 1,4 veces más grande que Júpiter.
El autor, amante de la saga Star Wars, bautizó al cuerpo celeste con el nombre de Tatooine por hallarse en un sistema similar; pese a que el mundo presentado por George Lucas gira en torno a un sistema doble y es de tipo Tierra cuando el real lo hace en un sistema triple y es un gigante gaseoso.
Este descubrimiento chocaba con la teoría más extendida sobre la formación de planetas, por lo que la comunidad científica se mostró escéptica sobre el descubrimiento.
En 2009 Konaki y otros investigadores aportaron más pruebas sobre la existencia de Tatooine en un estudio sobre los planetas orbitando en sistemas triples. Así mismo en octubre de 2009 Konaki y otros investigadores acuñaron el acrónimo T.A.T.O.O.I.N.E. (The Attempt To Observe Outer-planets In Non-single-stellar Environments) para dar nombre a los planetas como Tatooine existentes en sistemas estelares que no debería albergar esos cuerpos.

## Incompatibilidad con la teoría deDisco de Acreción
Según la teoría vigente en la década de 1990, se consideraba que los gigantes gaseosos y gigantes helados se formarían lejos de sus estrellas y en sistemas mono o biestelares.
Esta teoría se vio en contradicción con el descubrimiento de 51 Pegasi b, al ser un gigante gaseoso girando muy próximo a su estrella. Sin embargo otros cuerpos extrasolares, con órbitas muy excéntricas, parecían indicar que inicialmente los gigantes gaseosos se forman en el exterior y posteriormente migran hacia el interior de sus sistema o entran en una órbita de escape para ser lanzados al espacio interestelar. Así pues la teoría inicial seguía considerándose válida. Siguiendo esta teoría, las fuerzas existentes en sistemas triples harían que la formación de astros en ellos (planetas o enanas marrones) resultaría imposible.
No obstante, el Dr. Konaki consideraba que dicha teoría podía tener lagunas y comenzó la búsqueda de planetas en sistemas de dos o más estrellas como HD78418, HD123999 o HD 188753 dando como resultado el hallazgo de 2005.

## Tatooine en el arte
Al igual que otros exoplanetas, Tatooine ha sido representado por artistas del Jet Propulsion Laboratory para mostrar su órbita y posición respecto a la estrella principal; pero debido a su nombre y sus posibilidades artísticas, también se ha especulado con su aspecto visto desde una hipotética luna, tanto por el JPL como por otros artistas como John Whatmough.